# Роулендс, Джон
Джон Роулендс (7 февраля 1947 — 26 (?) апреля 2020) — английский профессиональный футболист, который играл на позиции нападающего. Выступал в Англии, ЮАР и США, провёл более 400 матчей за 13-летнюю карьеру.

## Биография
Джон Роулендс родился 7 февраля 1947 года в Ливерпуле. Начинал свою футбольную карьеру в любительских клубах «Марин» и «Скелмерсдейл Юнайтед». В октябре 1967 года после месячного просмотра он подписал любительский контракт с «Мансфилд Таун».
В сезоне 1967/68 он сделал 13 матчей за клуб в третьем дивизионе, а следующим летом перешёл в «Торки Юнайтед». Он сыграл 20 матчей в новом клубе, забив пять голов, а затем был отдан в аренду в «Эксетер Сити», где провёл всего одну игру.
В феврале 1969 года Роулендс впервые отправился играть за границу, перейдя в южноафриканский «Кейптаун Сити».
Сезон 1969/70 он начал в «Стокпорт Каунти». В клубе выступало всего 11 профессионалов, что предвещало плохие результаты, поэтому в августе 1969 года клуб и пригласил Роулендса. Он сразу дебютировал десять дней спустя в матче против «Барнсли».
Роулендс был сильным центральным нападающим, хорошо играл в воздухе и был способным вести атаку. Он хорошо сыгрался с вингером Хью Райденом. Роулендс финишировал лучшим бомбардиром клуба с девятью голами в 39 матчах, однако команда вылетела в четвёртый дивизион.
В начале сезона 1970/71, при новом тренере Мэтте Вудсе, Роулендс получил повреждение коленного сустава в игре Кубка Лиги против «Престон Норт Энд» и выбыл из строя на четыре недели.
Он пытался вернуться в команду, однако в октябре 1970 года клуб заявил, что выставил игрока на трансфер.
Роулендс вернулся в команду и провёл ещё семь игр в ноябре и декабре 1970 года, включая проигранный матч в кубке Англии против любительского «Грантем Таун». Он сыграл свой последний матч за «Стокпорт» в матче против «Честер Сити» в День подарков 1970 года. Он сыграл 12 матчей и забил три гола. Его стиль не соответствовал выбранному Мэттом Вудсом в то время.
В январе 1971 года «Стокпорт» принял предложение «Барроу» в размере 2000 фунтов стерлингов за Роулендса. Команда находилась в нижней части турнирной таблицы и боролась за выживание. Клуб финишировал последними в сезоне 1970/71, а Роулендс забил только один гол.
Сезон 1971/72 был лучше лично для Роулендса, который забил пять мячей, однако «Барроу» финишировал третьим с конца.
После того сезона Роулендс перешёл в «Уэркингтон», а через два года стал игроком «Кру Александра».
В конце сезона 1974/75 он вместе с рядом других английских футболистов переехал в США, чтобы играть в Североамериканской футбольной лиге (NASL), где присоединился к «Сиэтл Саундерс». Роулендс забил первый гол в истории клуба.
Роулендс никогда не отличался высокой результативностью в Англии, но его показатели улучшились в Америке, где он забил 19 голов в 41 игре в течение следующих двух сезонов. В сентябре 1975 года он вернулся в Англию, присоединившись к «Хартлпул Юнайтед», где забил 11 голов в 54 матчах.
Затем в апреле 1976 года Роулендс отправился обратно в США, чтобы присоединиться к «Сан-Хосе Эртквейкс». Следующие пять сезонов он провёл, играя за «Окленд Стомперс», «Талса Рафнекс», снова «Эртквейкс» (где встретился с Джорджем Бестом) и, наконец, «Финикс Файр», после чего закончил карьеру.
Он остался в США, где открыл несколько баров и ресторанов во Флориде, в том числе таверну «Сент-Эндрюс» в Орландо, которая и по сей день остаётся одним из самых популярных и успешных английских баров в районе. Когда он вышел из бизнеса, он вернулся в Великобританию со своей женой Дот.
Джон Роулендс умер в апреле 2020 года от COVID-19.